# Bolquère
Pour le domaine skiable, voir Bolquère - Pyrénées 2000.
Bolquère  (catalan : Bolquera) est une commune française située dans le sud-ouest du département des Pyrénées-Orientales, en région Occitanie. Sur le plan historique et culturel, la commune est dans la Cerdagne, une haute plaine à une altitude moyenne de 1 200 m d'altitude, qui s'étend d'est en ouest sur une quarantaine de kilomètres entre Mont-Louis et Bourg-Madame.
Exposée à un climat de montagne, elle est drainée par la Têt, l'Angust et par un autre cours d'eau. Incluse dans le parc naturel régional des Pyrénées catalanes, la commune possède un patrimoine naturel remarquable : un site Natura 2000 (« Capcir, Carlit et Campcardos ») et quatre zones naturelles d'intérêt écologique, faunistique et floristique.
Bolquère est une commune rurale qui compte 805 habitants en 2022, après avoir connu une forte hausse de la population depuis 1962. Ses habitants sont appelés les Bolquérais ou  Bolquéraises.

## Géographie

### Localisation
La commune de Bolquère se trouve dans le département des Pyrénées-Orientales, en région Occitanie.
Elle se situe à 70 km à vol d'oiseau de Perpignan, préfecture du département, et à 31 km de Prades, sous-préfecture.
Les communes les plus proches sont : 
La Cabanasse (3,1 km), Eyne (3,3 km), Saint-Pierre-dels-Forcats (3,5 km), Mont-Louis (3,5 km), Font-Romeu-Odeillo-Via (3,6 km), La Llagonne (4,4 km), Égat (5,0 km), Planès (5,2 km).
Sur le plan historique et culturel, Bolquère fait partie de la région de Cerdagne.

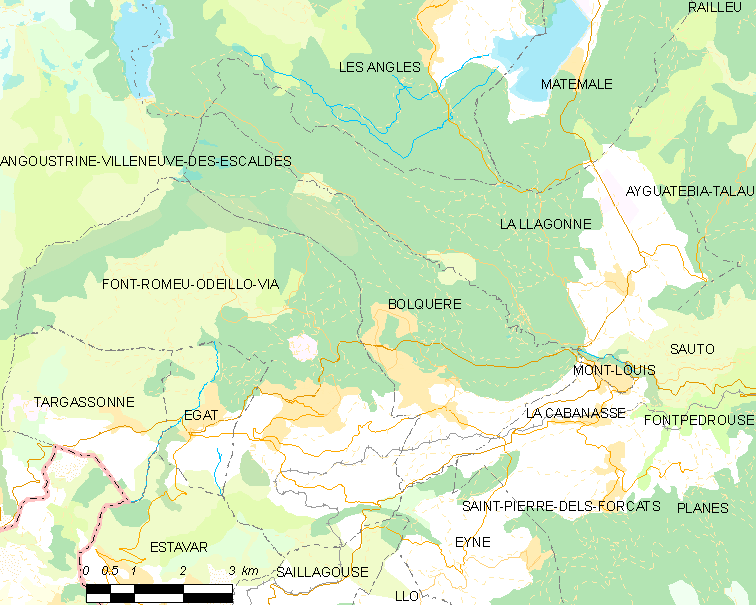
Situation de la commune.

| Angoustrine-Villeneuve-des-Escaldes | Les Angles (sur 50 m) | La Llagonne  |
|                                     | Bolquère              |              |
| Font-Romeu-Odeillo-Via              | Eyne                  | La Cabanasse |

### Géologie et relief
Le sol de la commune est composé principalement de granit (avec gneiss et diorite), qui occupe la zone axiale du massif pyrénéen. La partie orientale de la commune, couverte par la forêt, est composée de formations glaciaires datant du Pléistocène supérieur (glaciation de Würm), en particulier des moraines, ainsi que des alluvions au Pla de la Borde,,.
Le relief du territoire communal est celui d'une crête basse et allongée qui descend du nord-ouest au sud-est. Le bourg est construit sur le versant sud, côté Cerdagne, à 1 km à l'ouest du col de la Perche qui sépare la Cerdagne du Conflent et où passe la route nationale.
La superficie de la commune est de 1 761 ha. Les altitudes s'échelonnent entre 1 478 et 2 099 mètres,. Le point le plus bas est au sud, le long de la route nationale et du ruisseau de Bolquère, et le point culminant est au nord-ouest sur un des pitons rocheux entourant les lacs des Esquits. Le bourg est à une altitude de 1 630 m et Pyrénées 2000 à 1 790 m environ.
La commune est classée en zone de sismicité 4, correspondant à une sismicité moyenne.

### Hydrographie
La commune est traversée du nord-ouest au sud-est par la ligne de partage des eaux entre les bassins de la Têt (Conflent, au nord) et de l'Èbre (Cerdagne, au sud).
La Têt, qui descend vers Prades et Perpignan, arrose le nord et l'est de la commune.
Le Rec de Bolquera (ruisseau de Bolquère), descend du col del Pam (commune de Font-Romeu) où il prend sa source, traverse la station de Pyrénées 2000 puis le bourg, et descend au sud-ouest en direction du ruisseau d'Eyne dans lequel il se jette, lui-même affluent du Sègre.
Plusieurs lacs sont situés dans la commune. Au nord-ouest, on trouve :
- Estany de la Pradella (lac de la Pradeille) ;
- Estany Llarg (lac Long) ;
- Estany Negre (lac Noir) ;

Ces deux derniers lacs sont aussi appelés lacs ou étangs des Esquits, et ils sont situés dans la forêt de Llivia.
Plus près du bourg, l'étang du Ticou (Estany del Tico en catalan) est aussi un lieu de promenade, et il est fourni en eau grâce à une bifurcation du ruisseau de Bolquère.

### Climat
Pour des articles plus généraux, voir Climat de l'Occitanie et Climat des Pyrénées-Orientales.
En 2010, le climat de la commune est de type climat des marges montargnardes, selon une étude du CNRS s'appuyant sur une série de données couvrant la période 1971-2000. En 2020, Météo-France publie une typologie des climats de la France métropolitaine dans laquelle la commune est exposée à un climat de montagne ou de marges de montagne et est dans la région climatique Pyrénées orientales, caractérisée par une faible pluviométrie, un très bon ensoleillement (2 600 h/an), un air sec, particulièrement en hiver et peu de brouillards.
Pour la période 1971-2000, la température annuelle moyenne est de 7 °C, avec une amplitude thermique annuelle de 15,2 °C. Le cumul annuel moyen de précipitations est de 715 mm, avec 7,1 jours de précipitations en janvier et 6,7 jours en juillet. Pour la période 1991-2020, la température moyenne annuelle observée sur la station météorologique la plus proche, située sur la commune de Formiguères à 13 km à vol d'oiseau, est de 7,6 °C et le cumul annuel moyen de précipitations est de 737,3 mm,. Pour l'avenir, les paramètres climatiques de la commune estimés pour 2050 selon différents scénarios d’émission de gaz à effet de serre sont consultables sur un site dédié publié par Météo-France en novembre 2022.

### Milieux naturels et biodiversité

#### Espaces protégés
La protection réglementaire est le mode d’intervention le plus fort pour préserver des espaces naturels remarquables et leur biodiversité associée,.
Dans ce cadre, la commune fait partie.
Un  espace protégé est présent sur la commune : 
le parc naturel régional des Pyrénées catalanes, créé en 2004 et d'une superficie de 139 062 ha, qui s'étend sur 66 communes du département. Ce territoire s'étage des fonds maraîchers et fruitiers des vallées de basse altitude aux plus hauts sommets des Pyrénées-Orientales en passant par les grands massifs de garrigue et de forêt méditerranéenne,.

#### Réseau Natura 2000

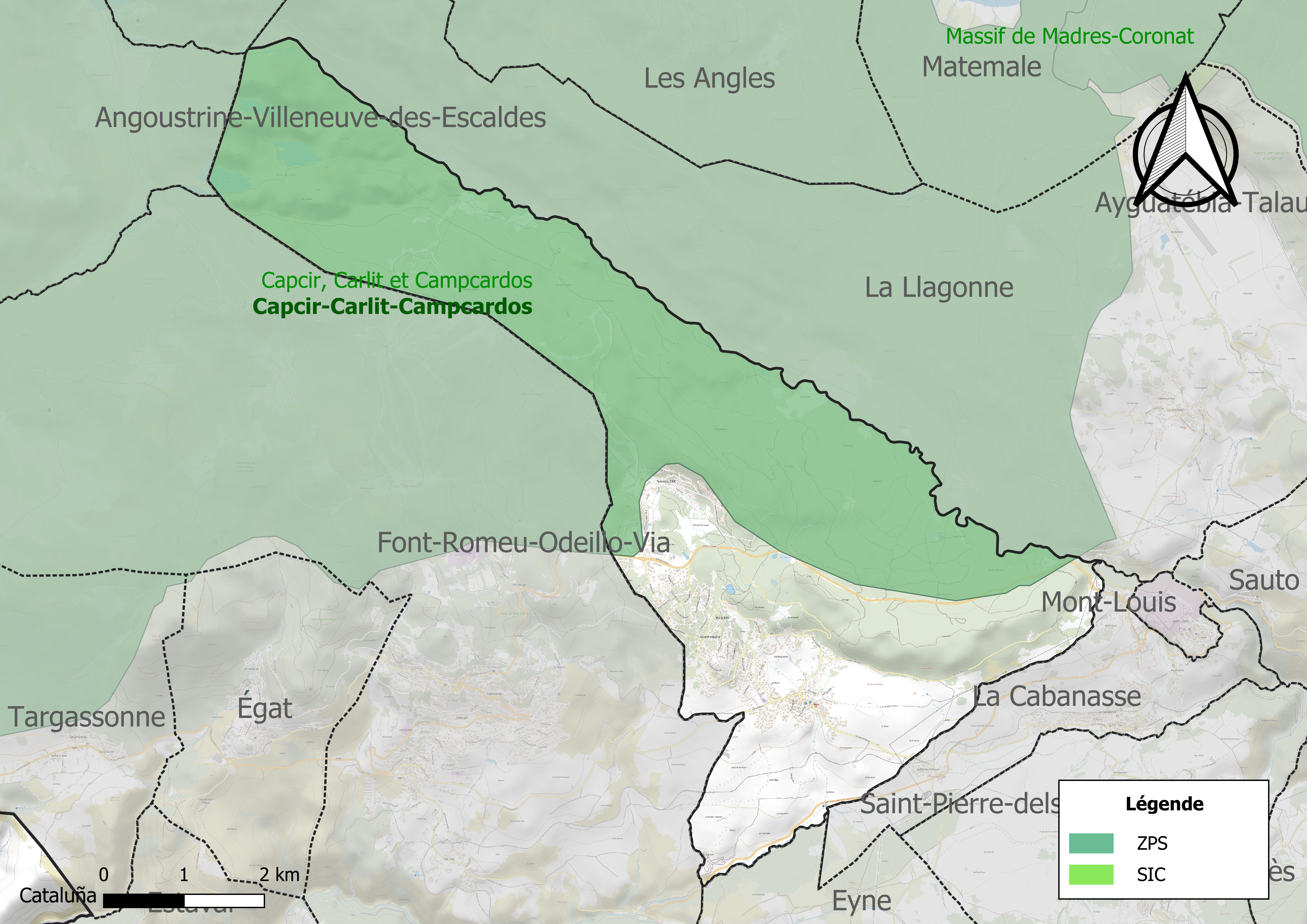
Site Natura 2000 sur le territoire communal.

Le réseau Natura 2000 est un réseau écologique européen de sites naturels d'intérêt écologique élaboré à partir des directives habitats et oiseaux, constitué de zones spéciales de conservation (ZSC) et de zones de protection spéciale (ZPS).
Le site Natura 2000 Capcir-Carlit-Campcardos couvre une superficie de 39 760 ha sur le territoire de quinze communes du département dont celle-ci, à la fois au titre de la directive habitats et de la directive oiseaux. Cette zone présente de nombreux habitats naturels alpins (pelouses, landes) et des milieux rocheux majoritairement siliceux et héberge certaines espèces d'intérêt communautaire : Botrychium simplex, Ligularia sibirica pour les plantes, Desman des Pyrénées et Loche pour les animaux. Au titre de la directive oiseaux, elle recèle une grande diversité d'habitats naturels se traduisant par un patrimoine ornithologique remarquable puisqu'elle accueille la plupart des espèces caractéristiques des zones de montagne, que ce soit parmi les rapaces (Gypaète barbu, Circaète Jean-le-Blanc, aigle royal, Faucon pèlerin), les galliformes (Lagopède, grand Tétras) ou les espèces forestières (Pic noir) et d'autres de milieux plus ouverts,.

#### Zones naturelles d'intérêt écologique, faunistique et floristique
L’inventaire des zones naturelles d'intérêt écologique, faunistique et floristique (ZNIEFF) a pour objectif de réaliser une couverture des zones les plus intéressantes sur le plan écologique, essentiellement dans la perspective d’améliorer la connaissance du patrimoine naturel national et de fournir aux différents décideurs un outil d’aide à la prise en compte de l’environnement dans l’aménagement du territoire.
Deux ZNIEFF de type 1 sont recensées sur la commune :
la « forêt de Llivia et ruisseau de la Têt » (992 ha), couvrant 5 communes du département et 
le « ruisseau de l'Angoustrine et ses prairies humides » (137 ha), couvrant 3 communes du département
et deux ZNIEFF de type 2, : 
- la « forêt de pins à crochets de la périphérie du Capcir » (13 788 ha), couvrant 12 communes du département[28] ;
- la « Haute Cerdagne » (5 477 ha), couvrant 12 communes du département[29].

Carte des ZNIEFF de type 1 et 2 à Bolquère.
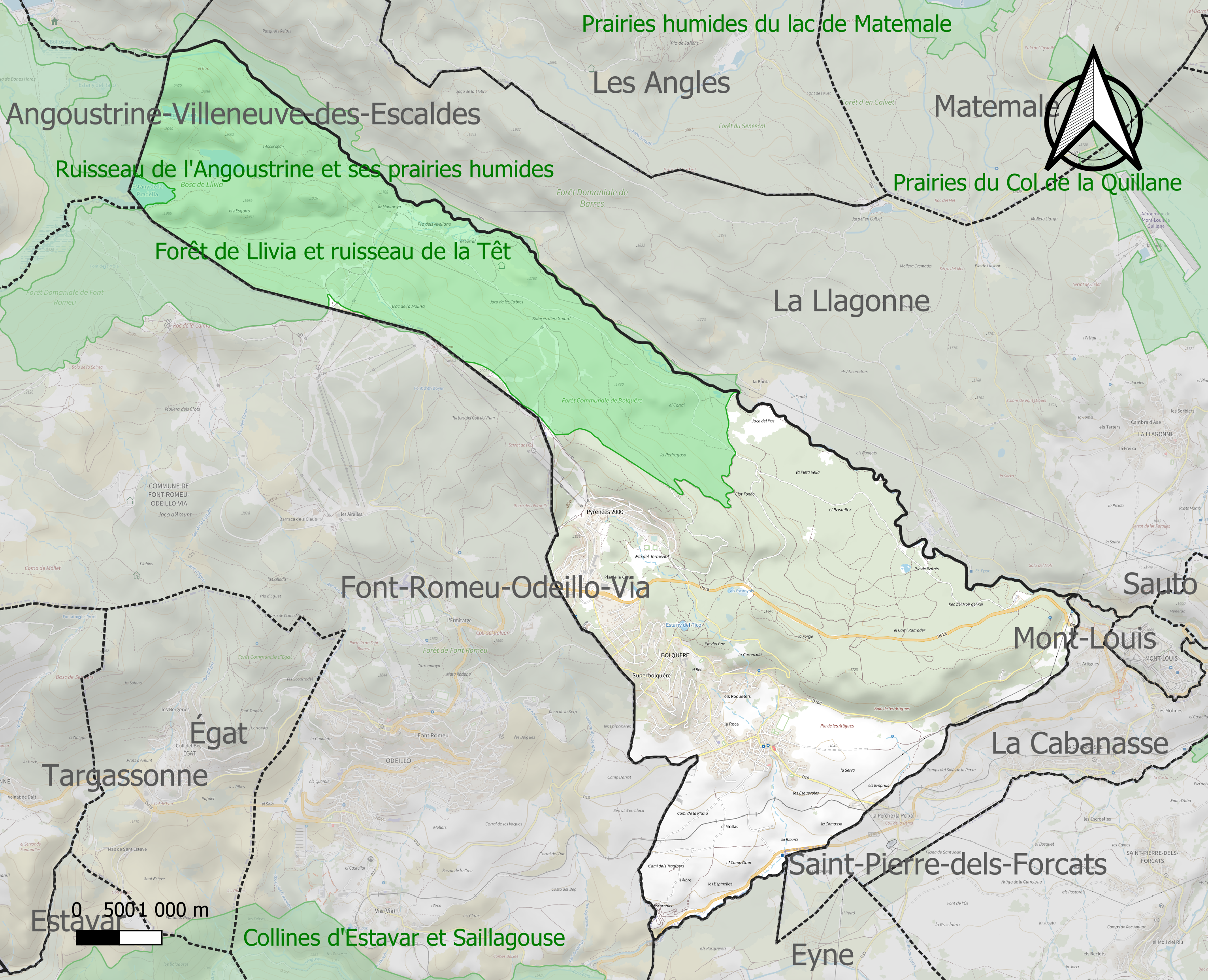
Carte des ZNIEFF de type 1 sur la commune.
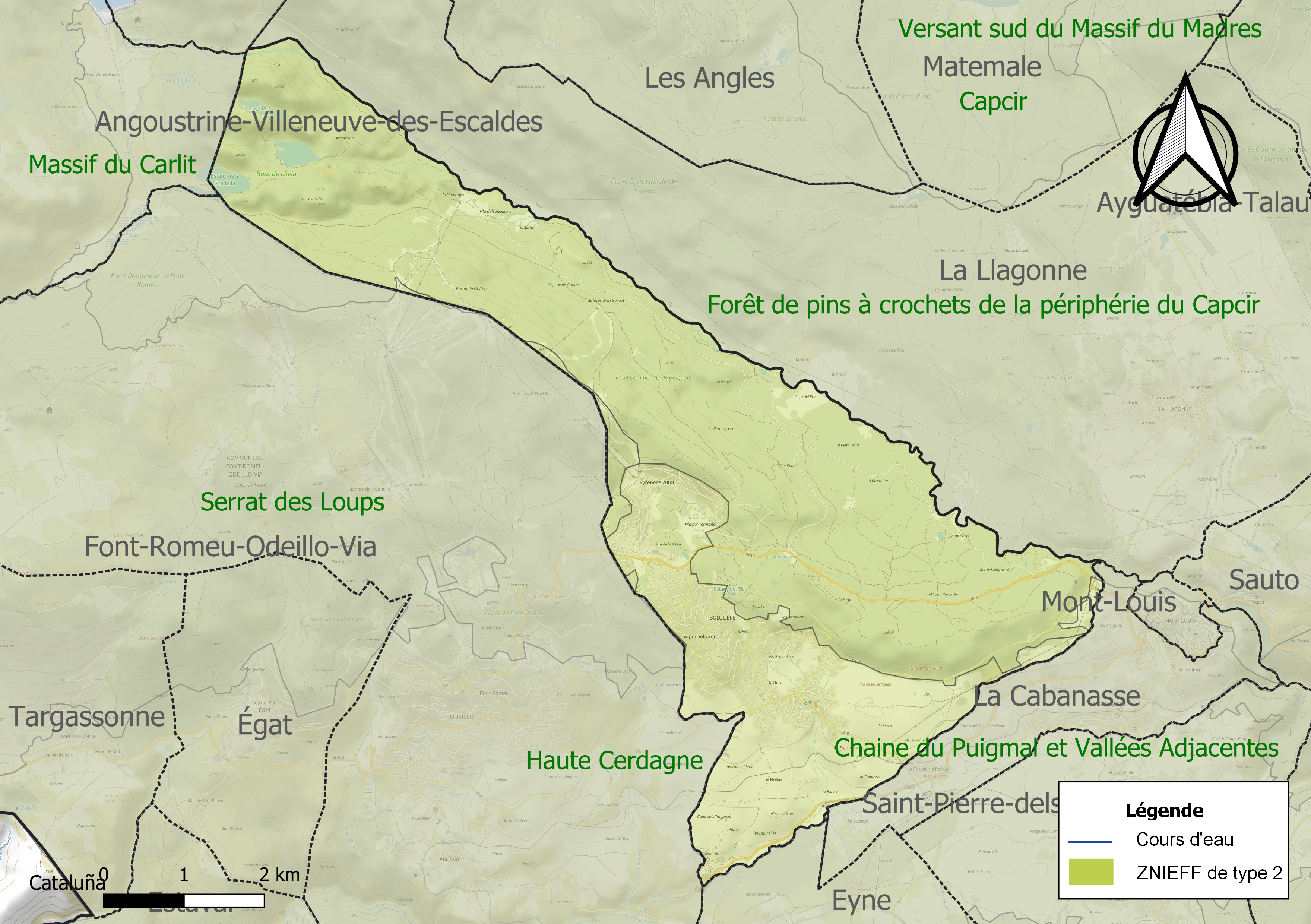
Carte des ZNIEFF de type 2 sur la commune.

## Urbanisme

### Typologie
Au 1er janvier 2024, Bolquère est catégorisée commune rurale à habitat dispersé, selon la nouvelle grille communale de densité à sept niveaux définie par l'Insee en 2022.
Elle est située hors unité urbaine et hors attraction des villes,.

### Occupation des sols
L'occupation des sols de la commune, telle qu'elle ressort de la base de données européenne d’occupation biophysique des sols Corine Land Cover (CLC), est marquée par l'importance des forêts et milieux semi-naturels (72,3 % en 2018), une proportion sensiblement équivalente à celle de 1990 (73 %). La répartition détaillée en 2018 est la suivante : 
forêts (70,4 %), prairies (16,8 %), zones urbanisées (10,9 %), milieux à végétation arbustive et/ou herbacée (1,9 %). L'évolution de l’occupation des sols de la commune et de ses infrastructures peut être observée sur les différentes représentations cartographiques du territoire : la carte de Cassini (XVIIIe siècle), la carte d'état-major (1820-1866) et les cartes ou photos aériennes de l'IGN pour la période actuelle (1950 à aujourd'hui).

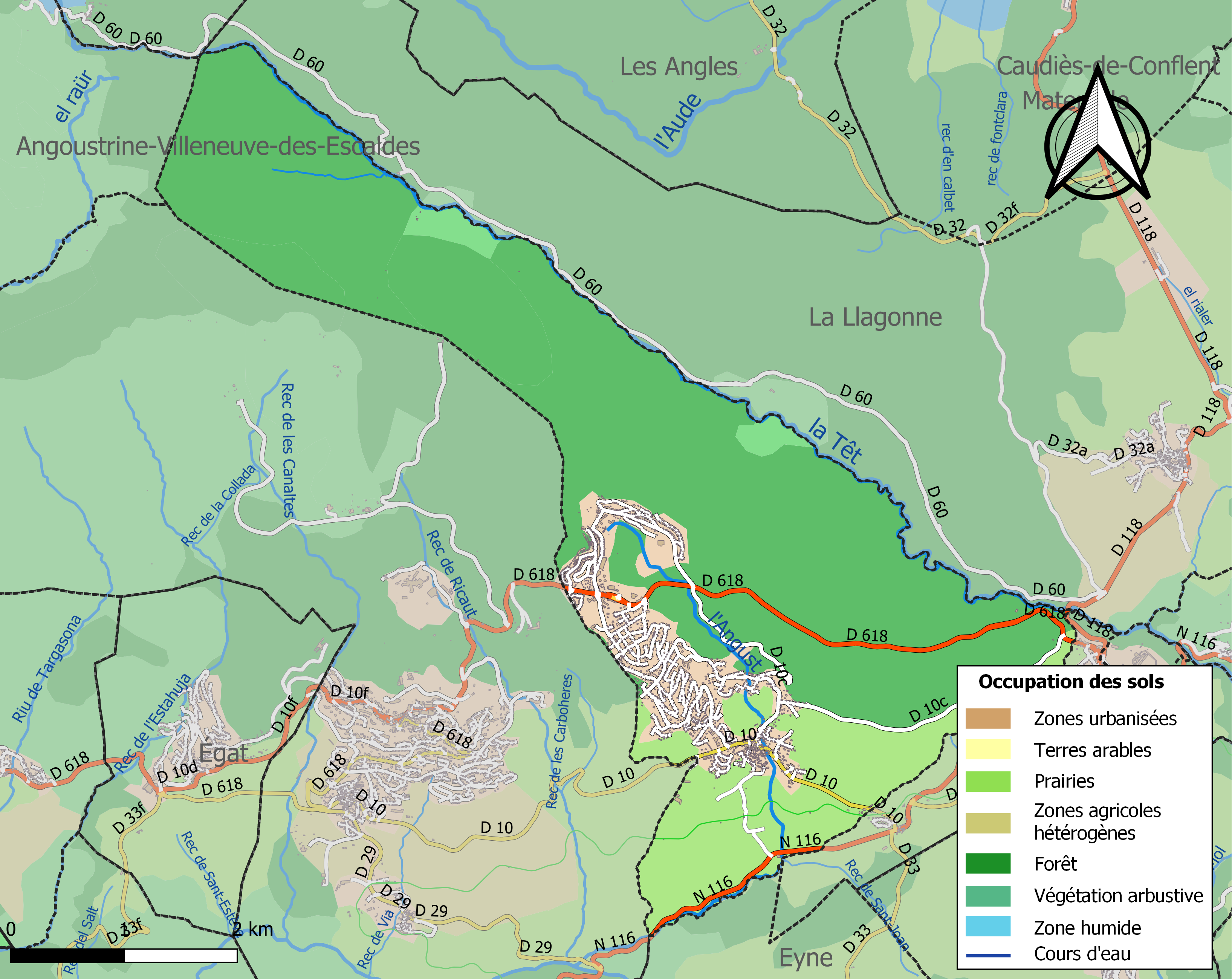
Carte des infrastructures et de l'occupation des sols de la commune en 2018 (CLC).

### Hameaux et lieux-dits
La station de ski Pyrénées 2000 est située à 1,5 km au nord-ouest du bourg, et les chalets s'étagent dans la forêt de façon quasiment continue entre la station et le bourg dans un secteur dénommé Superbolquère.

### Voies de communication et transports

#### Voies routières
La commune est traversée d'est en ouest par la D.618 entre Mont-Louis et Font-Romeu, ainsi que la D 10 en provenance du col de la Perche et de La Cabanasse, au sud et sud-est, et qui dessert le bourg.
La RN 116 entre Mont-Louis et Bourg-Madame et qui mène à Prades et Perpignan longe le sud de la commune.
La D 10c relie le village à Pyrénées 2000.

#### Transports
Le petit Train jaune, entre Villefranche-de-Conflent et Latour-de-Carol, dessert la commune à la gare de Bolquère - Eyne, située à 1 593 m d'altitude, qui est la gare exploitée par la SNCF la plus haute de France.
La ligne 560 du réseau régional liO relie la commune à la gare de Perpignan depuis Porté-Puymorens, et la ligne 562 relie la commune à Puyvalador et Latour-de-Carol.

### Risques majeurs
Le territoire de la commune de Bolquère est vulnérable à différents aléas naturels : inondations, climatiques (grand froid ou canicule), feux de forêts, mouvements de terrains et séisme (sismicité moyenne). Il est également exposé à deux risques technologiques, le transport de matières dangereuses et la rupture d'un barrage, et à un risque particulier, le risque radon,.

#### Risques naturels
Certaines parties du territoire communal sont susceptibles d’être affectées par le risque d’inondation par crue torrentielle de cours d'eau des bassins du Sègre et de la Têt.
Les mouvements de terrains susceptibles de se produire sur la commune sont soit des mouvements liés au retrait-gonflement des argiles, soit des glissements de terrains, soit des chutes de blocs. Une cartographie nationale de l'aléa retrait-gonflement des argiles permet de connaître les sols argileux ou marneux susceptibles vis-à-vis de ce phénomène.

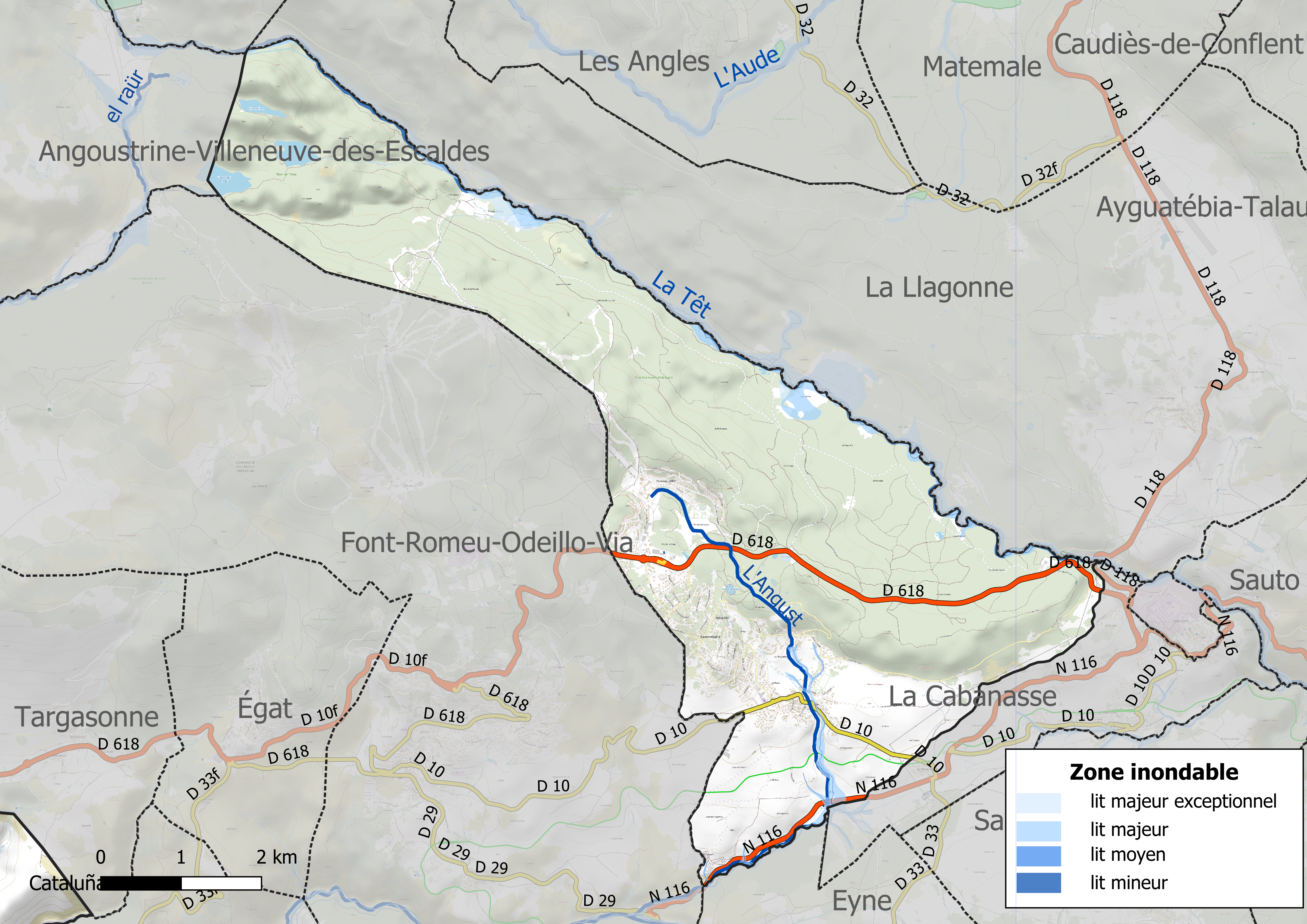
Carte des zones inondables.
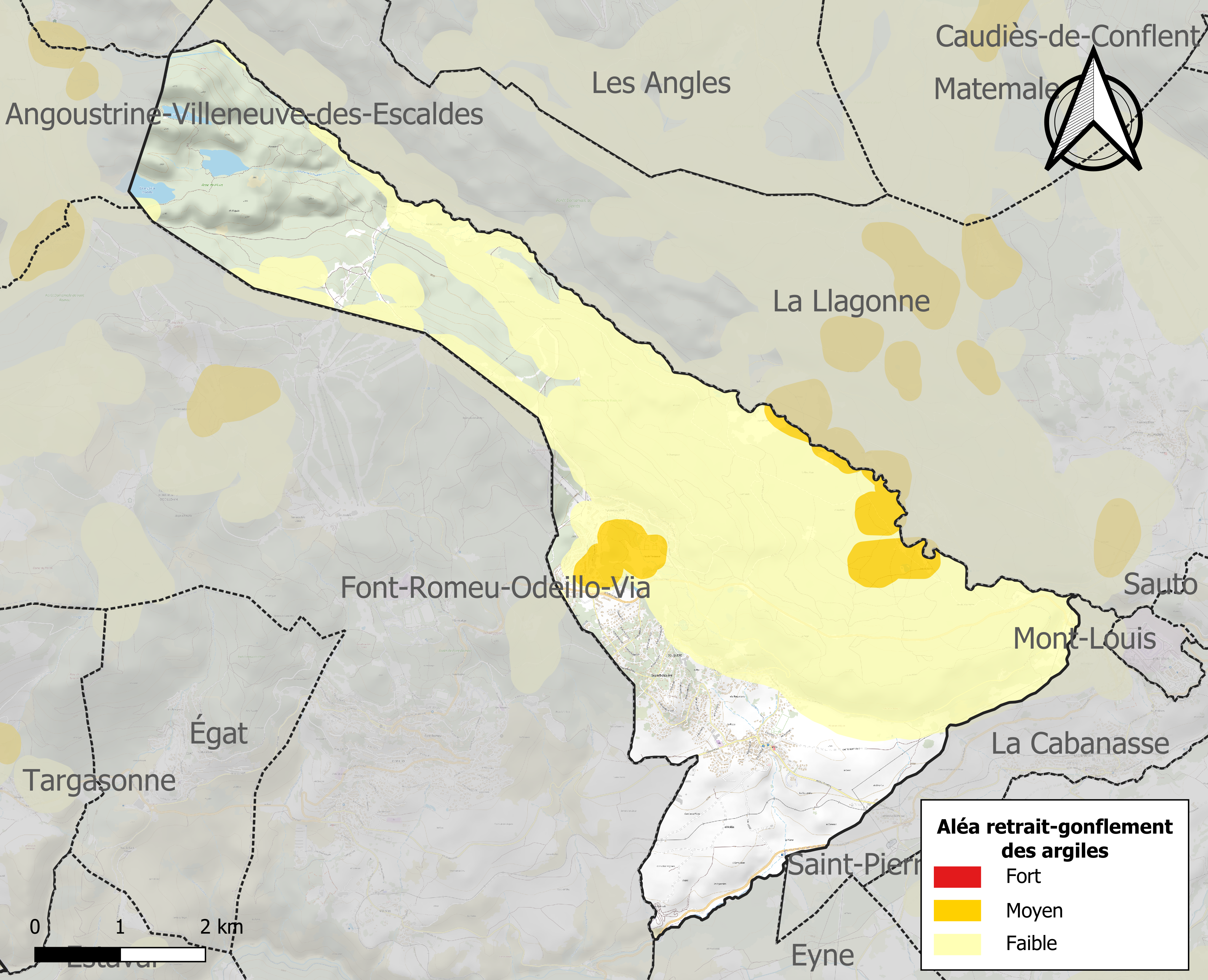
Carte des zones d'aléa retrait-gonflement des argiles.

#### Risques technologiques
Le risque de transport de matières dangereuses sur la commune est lié à sa traversée par une route à fort trafic. Un accident se produisant sur une telle infrastructure est en effet susceptible d’avoir des effets graves au bâti ou aux personnes jusqu’à 350 m, selon la nature du matériau transporté. Des dispositions d’urbanisme peuvent être préconisées en conséquence.
Dans le département des Pyrénées-Orientales, on dénombre sept grands barrages susceptibles d’occasionner des dégâts en cas de rupture. La commune fait partie des 66 communes susceptibles d’être touchées par l’onde de submersion consécutive à la rupture d’un de ces barrages, le Barrage des Bouillouses sur la Têt, un ouvrage de 17,5 m de hauteur construit en 1910.

#### Risque particulier
Dans plusieurs parties du territoire national, le radon, accumulé dans certains logements ou autres locaux, peut constituer une source significative d’exposition de la population aux rayonnements ionisants. Toutes les communes du département sont concernées par le risque radon à un niveau plus ou moins élevé. Selon la classification de 2018, la commune de Bolquère est classée en zone 3, à savoir zone à potentiel radon significatif.

## Toponymie
Les premières mentions du nom de Bolquère sont Bolcharia en 885, villa Vulcaria en 968, Volchera en 1037 et rivum de les Bullqueres en 1166.
En catalan, le nom de la commune est Bolquera.

## Histoire
Le 1er janvier 2014, la commune intègre la Communauté de communes Capcir Haut-Conflent.

## Politique et administration

### Canton
En 1790, la commune de Bolquère est rattachée au canton de Saillagouse puis, dès 1793, intégrée au nouveau canton de Mont-Louis, qu'elle ne quitte plus par la suite,.
À compter des élections départementales de 2015, la commune est incluse dans le nouveau canton des Pyrénées catalanes.

### Liste des maires

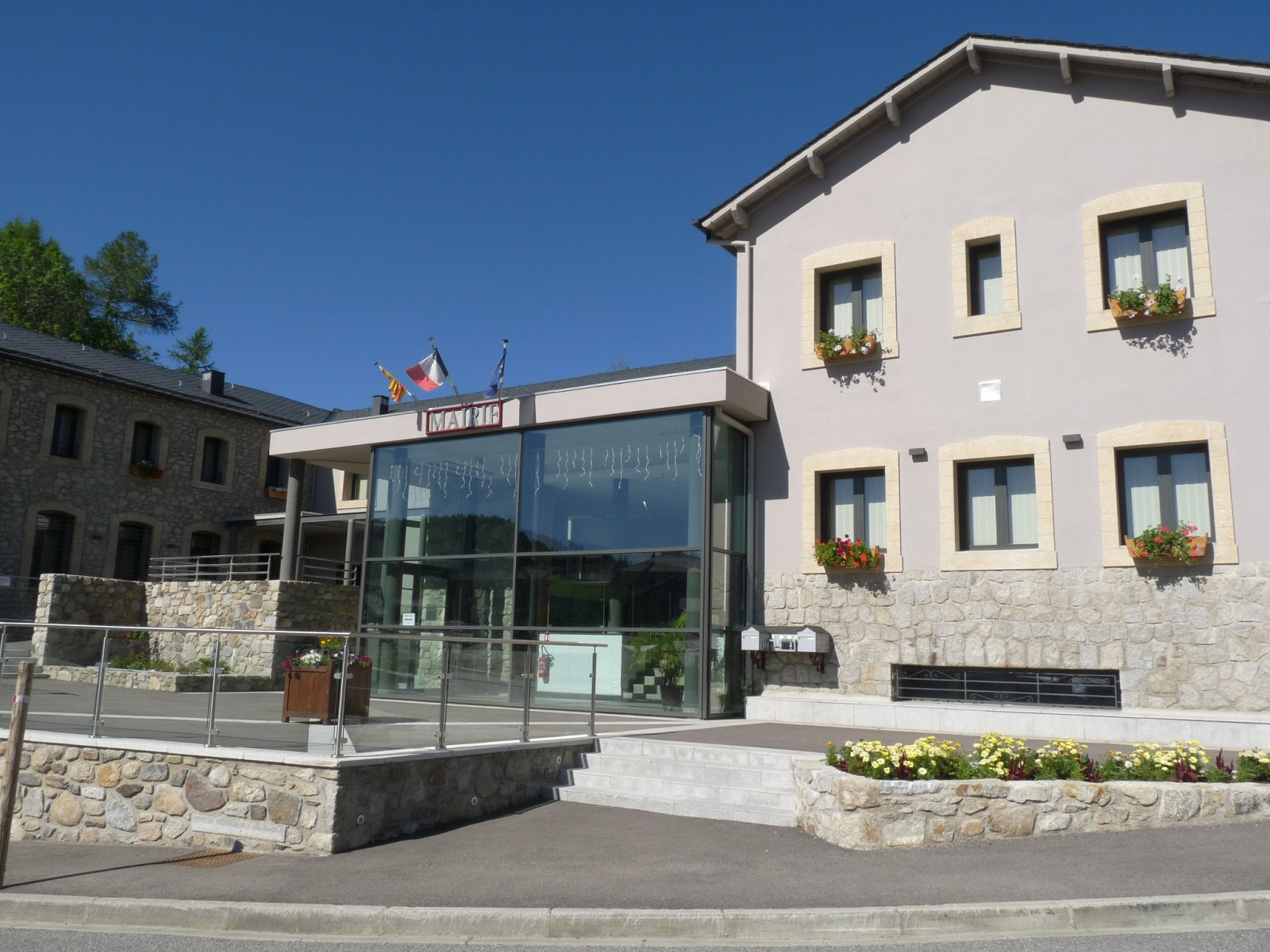
La mairie.

| Période                                  | Période         | Identité           | Étiquette | Qualité                                                                 |
| ---------------------------------------- | --------------- | ------------------ | --------- | ----------------------------------------------------------------------- |
| Les données manquantes sont à compléter. |                 |                    |           |                                                                         |
|                                          |                 |                    |           |                                                                         |
| ?                                        | juin 1815       | Pierre Patau       |           |                                                                         |
| juin 1815                                | ?               | Jean Inbern        |           |                                                                         |
|                                          |                 |                    |           |                                                                         |
| 1977                                     | 1983            | Guy Malé           | UDF       | Conseiller général du canton de Mont-Louis, élu maire de Prades en 1983 |
| 1983                                     | 1989            | Raymond Guinovart  | DVD       |                                                                         |
| 1989                                     | 2001            | Marcel Delcasso    |           |                                                                         |
| 2001                                     | 28 mars 2019    | Jean-Pierre Abel,  |           | Décédé en cours de mandat.                                              |
| 2019                                     | 25 mai 2020     | Jean-Pierre Ingles |           |                                                                         |
| 25 mai 2020                              | 13 janvier 2022 | Jacky Coll         |           | Décédé en cours de mandat.                                              |
| 2022                                     | En cours        | Henri Baudet       |           |                                                                         |

## Population et société

### Démographie ancienne
La population est exprimée en nombre de feux (f) ou d'habitants (H).
| 1365 | 1378 | 1515 | 1553 | 1709 | 1720 | 1767  | 1774  | 1788  |
| ---- | ---- | ---- | ---- | ---- | ---- | ----- | ----- | ----- |
| 22 f | 18 f | 11 f | 9 f  | 50 f | 49 f | 350 H | 313 H | 337 H |

| 1789 | - | - | - | - | - | - | - | - |
| ---- | - | - | - | - | - | - | - | - |
| 75 f | - | - | - | - | - | - | - | - |

Note :
- 1774 : Bolquera, annexe de Via[9]

### Démographie contemporaine
L'évolution du nombre d'habitants est connue à travers les recensements de la population effectués dans la commune depuis 1793. Pour les communes de moins de 10 000 habitants, une enquête de recensement portant sur toute la population est réalisée tous les cinq ans, les populations de référence des années intermédiaires étant quant à elles estimées par interpolation ou extrapolation. Pour la commune, le premier recensement exhaustif entrant dans le cadre du nouveau dispositif a été réalisé en 2004.

En 2022, la commune comptait 805 habitants, en évolution de −0,25 % par rapport à 2016 (Pyrénées-Orientales : +3,92 %, France hors Mayotte : +2,11 %).
| 1793 | 1800 | 1806 | 1821 | 1831 | 1836 | 1841 | 1846 | 1851 |
| ---- | ---- | ---- | ---- | ---- | ---- | ---- | ---- | ---- |
| 270  | 278  | 288  | 318  | 339  | 338  | 378  | 380  | 390  |

| 1856 | 1861 | 1866 | 1872 | 1876 | 1881 | 1886 | 1891 | 1896 |
| ---- | ---- | ---- | ---- | ---- | ---- | ---- | ---- | ---- |
| 403  | 415  | 463  | 406  | 456  | 433  | 423  | 411  | 397  |

| 1901 | 1906 | 1911 | 1921 | 1926 | 1931 | 1936 | 1946 | 1954 |
| ---- | ---- | ---- | ---- | ---- | ---- | ---- | ---- | ---- |
| 368  | 352  | 322  | 311  | 306  | 302  | 275  | 271  | 250  |

| 1962 | 1968 | 1975 | 1982 | 1990 | 1999 | 2004 | 2006 | 2009 |
| ---- | ---- | ---- | ---- | ---- | ---- | ---- | ---- | ---- |
| 215  | 249  | 373  | 503  | 617  | 730  | 779  | 808  | 779  |

| 2014 | 2019 | 2022 | - | - | - | - | - | - |
| ---- | ---- | ---- | - | - | - | - | - | - |
| 799  | 818  | 805  | - | - | - | - | - | - |

| selon la population municipale des années : | 1968 | 1975 | 1982 | 1990 | 1999 | 2006 | 2009 | 2013 |
| Rang de la commune dans le département      | 131  | 99   | 96   | 87   | 85   | 86   | 89   | 93   |
| Nombre de communes du département           | 232  | 217  | 220  | 225  | 226  | 226  | 226  | 226  |

### Enseignement

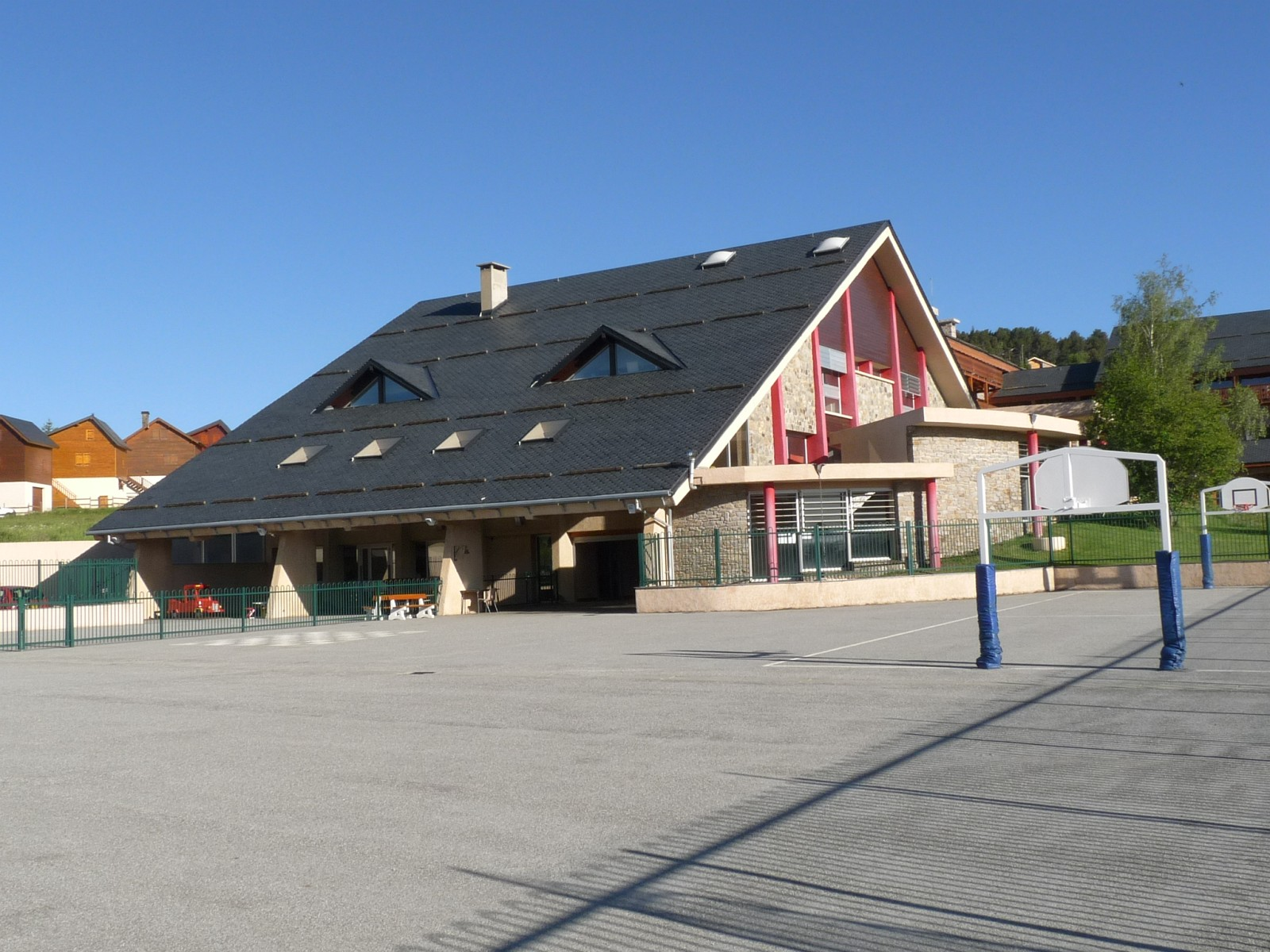
L'école.

Bolquère possède une école primaire publique, située au bourg. En 2012, l'école compte quatre classes dont une classe de maternelle, et accueille près d'une centaine d'élèves.
Le secteur du collège est Font-Romeu.

### Manifestations culturelles et festivités

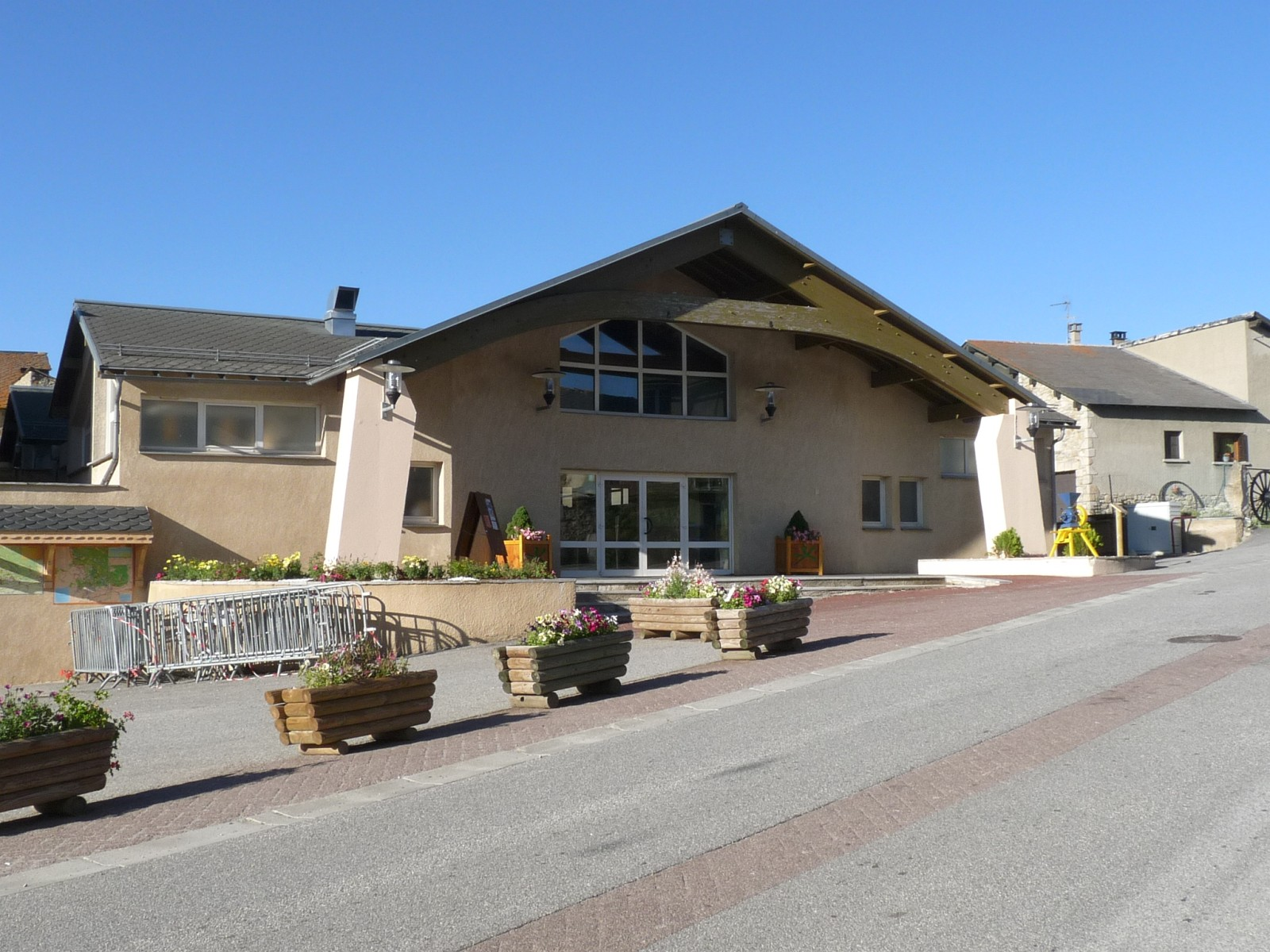
La salle des fêtes.

- Fête patronale : 10 décembre[58].

### Sports
La station de sports d'hiver Bolquère - Pyrénées 2000 est située sur la commune. Le sentier de grande randonnée 10 y passe et elle a été arrivée d'étape du Tour de France en 1973 et 1976.

## Économie

### Revenus
En 2018, la commune compte 391 ménages fiscaux, regroupant 827 personnes. La médiane du revenu disponible par unité de consommation est de 22 770 € (19 350 € dans le département).

### Emploi
|                | 2008   | 2013   | 2018   |
| -------------- | ------ | ------ | ------ |
| Commune        | 3,2 %  | 4,9 %  | 4,8 %  |
| Département    | 10,3 % | 12,9 % | 13,3 % |
| France entière | 8,3 %  | 10 %   | 10 %   |

En 2018, la population âgée de 15 à 64 ans s'élève à 515 personnes, parmi lesquelles on compte 76,8 % d'actifs (72 % ayant un emploi et 4,8 % de chômeurs) et 23,2 % d'inactifs,. Depuis 2008, le taux de chômage communal (au sens du recensement) des 15-64 ans est inférieur à celui de la France et du département.
La commune est hors attraction des villes,. Elle compte 286 emplois en 2018, contre 267 en 2013 et 245 en 2008. Le nombre d'actifs ayant un emploi résidant dans la commune est de 381, soit un indicateur de concentration d'emploi de 75,1 % et un taux d'activité parmi les 15 ans ou plus de 60 %.
Sur ces 381 actifs de 15 ans ou plus ayant un emploi, 126 travaillent dans la commune, soit 33 % des habitants. Pour se rendre au travail, 89 % des habitants utilisent un véhicule personnel ou de fonction à quatre roues, 0,8 % les transports en commun, 6 % s'y rendent en deux-roues, à vélo ou à pied et 4,2 % n'ont pas besoin de transport (travail au domicile).

### Activités hors agriculture

#### Secteurs d'activités
186 établissements sont implantés  à Bolquère au 31 décembre 2019. Le tableau ci-dessous en détaille le nombre par secteur d'activité et compare les ratios avec ceux du département,.
| Secteur d'activité                                                                                        | Commune | Commune | Département |
| Secteur d'activité                                                                                        | Nombre  | %       | %           |
| --- | ------- | ------- | ----------- |
| Ensemble                                                                                                  | 186     | 100 %   | (100 %)     |
| Industrie manufacturière, industries extractives et autres                                                | 5       | 2,7 %   | (8,7 %)     |
| Construction                                                                                              | 17      | 9,1 %   | (14,3 %)    |
| Commerce de gros et de détail, transports, hébergement et restauration                                    | 44      | 23,7 %  | (30,5 %)    |
| Information et communication                                                                              | 2       | 1,1 %   | (1,9 %)     |
| Activités financières et d'assurance                                                                      | 4       | 2,2 %   | (3 %)       |
| Activités immobilières                                                                                    | 24      | 12,9 %  | (6,2 %)     |
| Activités spécialisées, scientifiques et techniques et activités de services administratifs et de soutien | 27      | 14,5 %  | (13 %)      |
| Administration publique, enseignement, santé humaine et action sociale                                    | 51      | 27,4 %  | (13,9 %)    |
| Autres activités de services                                                                              | 12      | 6,5 %   | (8,5 %)     |

Le secteur de l'administration publique, l'enseignement, la santé humaine et l'action sociale est prépondérant sur la commune puisqu'il représente 27,4 % du nombre total d'établissements de la commune (51 sur les 186 entreprises implantées  à Bolquère), contre 13,9 % au niveau départemental.

#### Entreprises et commerces
Les cinq entreprises ayant leur siège social sur le territoire communal qui génèrent le plus de chiffre d'affaires en 2020 sont : 
- Amorgos, hôtels et hébergement similaire (865 k€)
- Freding, commerce d'alimentation générale (850 k€)
- Comptoir De Thau, restauration traditionnelle (227 k€)
- GMB, hôtels et hébergement similaire (196 k€)
- Financiere De La Soulane, conseil pour les affaires et autres conseils de gestion (163 k€)

### Agriculture
|               | 1988 | 2000 | 2010 | 2020 |
| ------------- | ---- | ---- | ---- | ---- |
| Exploitations | 10   | 10   | 5    | 2    |
| SAU (ha)      | 323  | 227  | 127  | 24   |

La commune est dans la Cerdagne, une petite région agricole située à l'extrême ouest du département des Pyrénées-Orientales. En 2020, l'orientation technico-économique de l'agriculture  sur la commune est la polyculture et/ou le polyélevage. Deux exploitations agricoles ayant leur siège dans la commune sont dénombrées lors du recensement agricole de 2020 (dix en 1988). La superficie agricole utilisée est de 24 ha,,.

## Culture locale et patrimoine

### Monuments et lieux touristiques

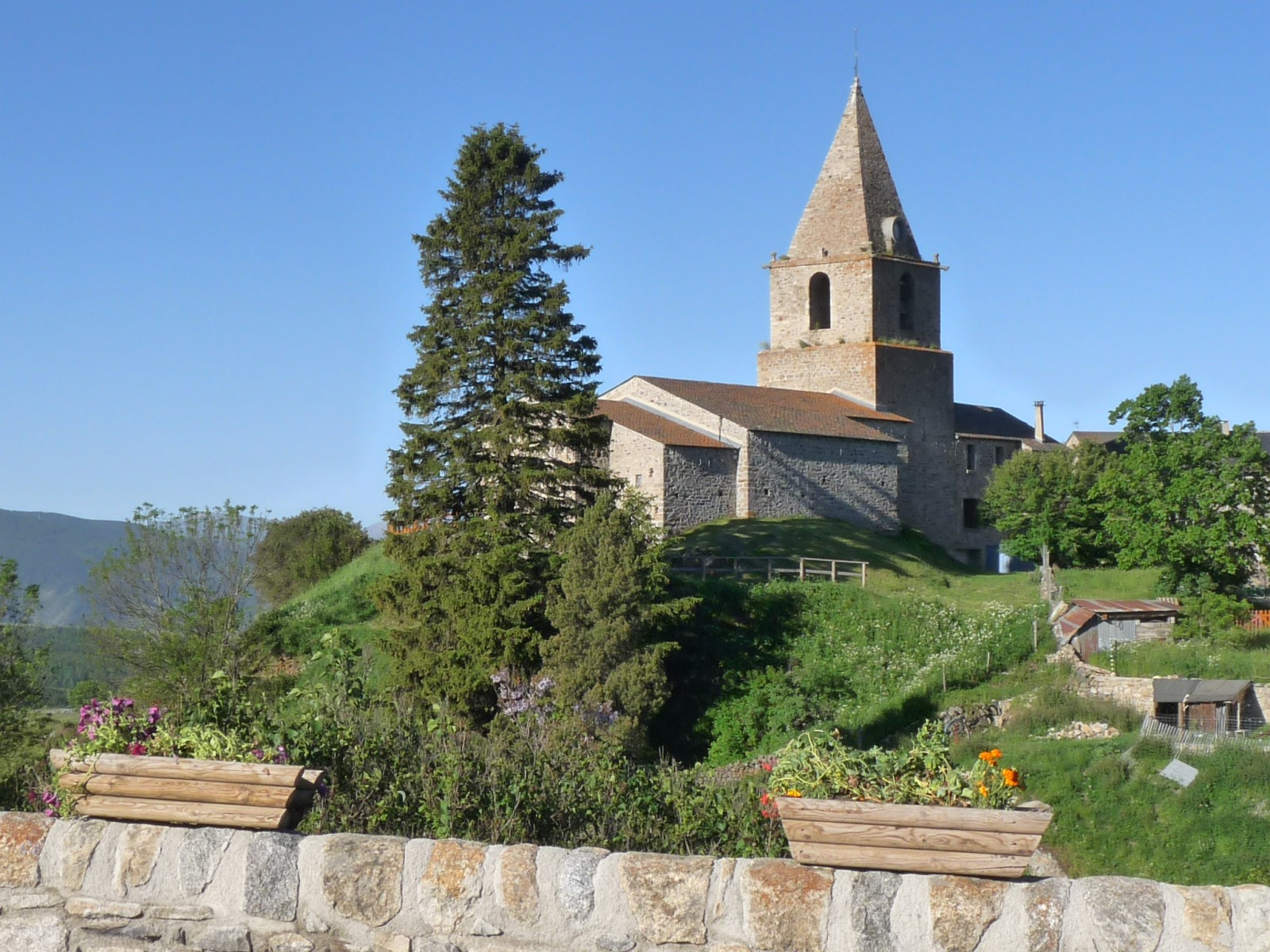
L'église.

La commune ne contient ni monument répertorié à l'inventaire des monuments historiques ni lieu ou monument répertorié à l'inventaire général du patrimoine culturel.
- L'église paroissiale Sainte-Eulalie qui contient plusieurs objets classés à l'inventaire des monuments historiques[64].